# 746 Марлу
746 Марлу (746 Marlu) — астероїд головного поясу, відкритий 1 березня 1913 року.
Тіссеранів параметр щодо Юпітера — 3,106.